# 4 Brygada Zmechanizowana
4 Gorzowska Brygada Zmechanizowana im. gen. Piotra Szembeka – dawna jednostka zmechanizowana Sił Zbrojnych RP okresu transformacji ustrojowej.

## Formowanie i zmiany organizacyjne
Brygada została sformowana w 1995 na bazie 12 Pułku Zmechanizowanego jako jednostka 4 Lubuskiej Dywizji Zmechanizowanej im. Jana Kilińskiego. W wyniku kolejnych zmian restrukturyzacyjnych w Wojsku Polskim w 1999 brygadę rozformowano.
Sztandar przekazany został do Muzeum Wojska Polskiego w Warszawie.

## Tradycje
Decyzją ministra Obrony Narodowej nr 89/MON z 12 czerwca 1996 brygada kultywowała tradycje:
- 12 pułku piechoty (1944-1945),
- 12 Kołobrzeskiego pułku zmechanizowanego (1962-1995),

oraz przejęła dziedzictwo tradycji oddziałów piechoty dywizji oznaczonych cyfrą "4":
- 4 Dywizji Piechoty (1794)
- Dywizji Gdańskiej (1807-1813)
- 4 Dywizji Piechoty (1919-1939)
- 4 Dywizji Piechoty (1940)
- 4 Dywizji Piechoty (1944-1945)
- 4 Dywizji Piechoty (1945-1947)

Patronem brygady został gen. Piotr Szembek.

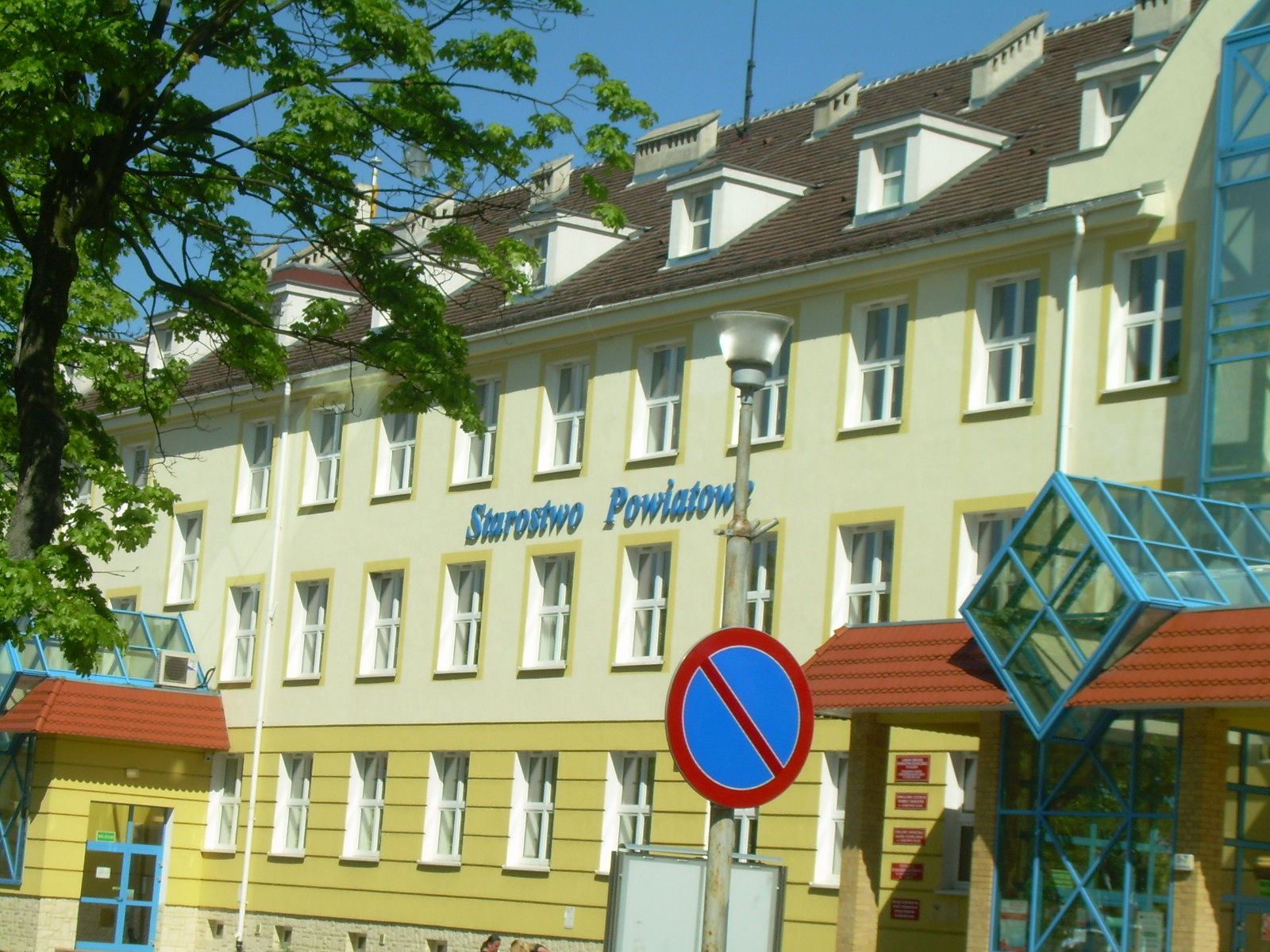
Dawne koszary 4 Brygady Zmechanizowanej w Gorzowie Wielkopolskim

## Struktura organizacyjna
- dowództwo i sztab
- batalion dowodzenia
- 2 bataliony zmechanizowane
- batalion czołgów
- batalion piechoty zmotoryzowanej
- dywizjon artylerii samobieżnej
- dywizjon artylerii przeciwpancernej
- dywizjon artylerii przeciwlotniczej
- kompania rozpoznawcza
- kompania saperów
- kompania zaopatrzenia
- kompania remontowa
- kompania medyczna

Główne uzbrojenie: bojowe wozy piechoty BWP-1, czołgi T-55AM Merida, armatohaubice samobieżne 2S1 Goździk, armaty przeciwlotnicze ZU-23-2, opancerzone samochody rozpoznawcze BRDM-2.

## Dowódcy
- płk Marek Drózd